# Резолюция 139 на Съвета за сигурност на ООН
Резолюция 139 на Съвета за сигурност на ООН е приета на 28 юни 1960 г. по повод кандидатурата на Федерация Мали за членство в ООН. С Резолюция 139 Съветът за сигурност препоръчва на Общото събрание на ООН Федерация Мали да бъде приета за член на Организацията на обединените нации.